# Evroazijska ekonomska zajednica
Evroazijska ekonomska zajednica (EAEC ili EurAsEC) bila je regionalna organizacija između 2000. i 2014. koja je imala za cilj ekonomsku integraciju svojih država članica. Ova organizacija je potekla iz Zajednice nezavisnih država (CIS) 29. marta 1996, ugovorom o osnivanju Evroazijske ekonomske zajednice koji su 10. oktobra 2000. godine u glavnom gradu Kazahstana Astani potpisali beloruski predsednici Aleksandar Lukašenko, Nursultan Nazarbajev iz Kazahstana, Askar Akajev iz Kirgistana, Vladimir Putin iz Rusije i Emomali Rahmon iz Tadžikistana. Uzbekistan se pridružio zajednici 7. oktobra 2005. godine, ali se kasnije povukao 16. oktobra 2008.
Tokom 14 godina, EAEC je sprovodio brojne ekonomske politike kako bi ujedinio zajednicu. Carinska unija Belorusije, Kazahstana i Rusije formirana je 1. januara 2010. godine, a kasnije je preimenovana u Evroazijsku carinsku uniju. Četiri slobode kretanja po uzoru na Evropsku uniju (roba, kapital, usluge i ljudi) u potpunosti su implementirane do 25. januara 2012. godine, formiranjem Evroazijskog ekonomskog prostora.
Dana 10. oktobra 2014. godine, u Minsku je potpisan sporazum o prestanku Evroazijske ekonomske zajednice nakon zasedanja Međudržavnog saveta EAES. Evroazijska ekonomska zajednica ukinuta je od 1. januara 2015. godine u kontekstu pokretanja Evroazijske ekonomske unije. Iako Evroazijska ekonomska unija efikasno zamenjuje zajednicu, pregovori o članstvu sa Tadžikistanom još uvek traju. Svi ostali članovi EAEC pridružili su se novom savezu.

## Članstvo

### Članovi
- Belorusija
- Kazahstan
- Kirgistan
- Rusija
- Tadžikistan

Uzbekistan je ranije bio član EAEC-a, međutim suspendovao je članstvo 2008. godine.

## Institucijalni okviri
- Međudržavno veće
- Odbor za integraciju
  - Savet za energetsku politiku
  - Savet za transportnu politiku
  - Savet za granična pitanja
  - Savet šefova carinskih službi
  - Savet šefova poreskih službi
  - Savet ministara pravde
- Sekretarijat
- Komisija stalnih predstavnika
- Interparlamentarna skupština
- Sud pravde zajednice

### Međudržavno veće
Vrhovno telo Evroazijske ekonomske zajednice čine šefovi država i vlada država članica. Međudržavno veće razmatra glavna pitanja zajednice, koja se odnose na zajedničke interese država članica, određuje strategiju, smer i perspektive integracije i donosi odluke usmerene na postizanje ciljeva i prioriteta zajednice. Međudržavno veće se sastaje na nivou šefova država najmanje jednom godišnje, a šefovi vlada - najmanje dva puta godišnje. Veće donosi odluke konsenzusom. Donesene odluke su obavezujuće za sve države članice zajednice.

### Odbor za integraciju
Komitet za integraciju je stalni organ organizacije Eurasec. Sastoji se od zamenika šefova vlada zemalja zajednice. Sastanci odbora za integraciju moraju se održavati najmanje četiri puta godišnje.
U integraciji, odluke Komiteta donose se dvotrećinskom većinom.
Svaka država članica ima određeni broj glasova:
- Rusija - 40 glasova
- Belorusija - 15 glasova
- Kazahstan - 15 glasova
- Kirgistan - 7.5 glasova
- Tadžikistan - 7.5 glasova
- Uzbekistan (suspendovan) - 15 glasova

### Sekretarijat
Na čelu sekretarijata je generalni sekretar Evroaseka, najviši zvaničnik zajednice, koga je imenovalo međudržavno veće. Sedišta sekretarijata su u gradovima Almati (Kazahstan) i Moskvi (Rusija).

### Interparlamentarna skupština
Interparlamentarna skupština Evroazijske ekonomske zajednice služi kao telo parlamentarne saradnje u okviru Evroazijske ekonomske zajednice. Ona se bavi pitanjima usklađenosti (konvergencije, harmonizacije) nacionalnog zakonodavstva i usklađuje ga sa sporazumima zaključenim u okviru Evroazijske ekonomske zajednice. Skupštinu čine članovi parlamenta koje delegiraju parlamenti država članica. Njegova struktura uključuje:
- Rusija: 42 članova
- Belorusija: 16 članova
- Kazahstan: 16 članova
- Kirgistan: 8 članova
- Tadžikistan: 8 članova

Sekretarijat Interparlamentarne skupštine nalazi se u Sankt Peterburgu u Rusiji.

## Ekonomski podaci
| Zemlja      | Populacija  | GDP 2011 (u milionima USD) | GDP 2012 (u milionima USD) | po glavi stanovnika |
| ----------- | ----------- | -------------------------- | -------------------------- | ------------------- |
| Belorusija  | 9.459.000   | 59.735                     | 63.259                     | 6.739               |
| Rusija      | 143.455.000 | 1.899.056                  | 2.021.960                  | 14.247              |
| Kazahstan   | 17.027.000  | 183.107                    | 196.419                    | 11.773              |
| Kirgistan   | 5.717.000   | 6.199                      | 6.473                      | 1.158               |
| Uzbekistan  | 30.214.000  | 45.353                     | 51.168                     | 1.737               |
| Tadžikistan | 8.044.000   | 6.523                      | 7.592                      | 953                 |
| EAEC ukupno | 213.916.000 | 2.189.991                  | 2.346.871                  | 10.971              |

## Ekonomska kooperacija

### Jedinstveni ekonomski prostor
Nakon razgovora o stvaranju zajedničkog tržišta između CIS zemalja Rusije, Ukrajine, Belorusije i Kazahstana, načelni sporazum o stvaranju ovog prostora najavljen je nakon sastanka u predgrađu Moskve Novo-Ogarevo 23. februara 2003. Zajednički ekonomski prostor uključivao bi nadnacionalnu komisiju za trgovinu i carine sa sedištem u Kijevu, na čijem bi čelu bio predstavnik Kazahstana, a ne bi bio podređen vladama četiri države. Krajnji cilj bi bila regionalna organizacija koja bi bila otvorena i za druge zemlje i koja bi na kraju mogla dovesti čak do jedinstvene valute. Dana 22. maja 2003. godine, Vrhovna rada (Ukrajinski parlament) izglasala je 266 glasova za i 51 protiv zajedničkog ekonomskog prostora. Međutim, pobeda Viktora Juščenka na ukrajinskim predsedničkim izborima 2004. godine bila je značajan udarac protiv projekta: Juščenko je pokazao ponovni interes za članstvo Ukrajine u Evropskoj uniji, a takvo članstvo bilo bi nespojivo sa predviđenim zajedničkim ekonomskim prostorom. Dana 1. marta 2010. godine, prvi zamenik šefa predsedničke administracije novoizabranog ukrajinskog predsednika Viktora Janukoviča, Irina Akimova izjavila je da Ukrajina ne namerava da se pridruži Carinskoj uniji Rusije, Kazahstana i Belorusije u bliskoj budućnosti „Pošto je carinska unija u suprotnosti i u velikoj meri će zakomplikovati članstvo Ukrajine u STO.”
Jedinstveno tržište za Evroazijsku ekonomsku zajednicu stupilo je na snagu u januaru 2012. godine, praćeno stvaranjem Evroazijske ekonomske unije 1. januara 2015.

### Evroazijska carinska unija
Formiranje carinske unije između država članica EurAsEC postalo je glavni prioritet od proleća 2008, kada je EU najavila svoje Istočno partnerstvo. Od tada je došlo do nesklada između EU i Rusije, pri čemu su obe strane optužile drugu za pokušaj stvaranja sfera uticaja na sporne države (Belorusija, Jermenija, Azerbejdžan, Gruzija, Moldavija i Ukrajina). Nadnacionalno telo carinske unije - Evroazijska ekonomska komisija - osnovano je 12. decembra 2008. Svedeno na njegovu suštinu, Rusija je članicama EurAsEC-a ponudila pristup svojim tržištima (i.e. za Kazahstan) i nižim cenama energije (i.e. Belorusiji, Ukrajini). EU ponuda zemljama članicama obuhvata obećanja o de facto integraciji u EU, poput relaksiranih viznih zahteva.
Kazahstanski predsednik Nursultan Nazarbajev predložio je stvaranje zajedničke bezgotovinske valute zvane jevraz za zajednicu. Smatra se da bi to pomoglo da se države izoluju od globalne ekonomske krize.
Novine EUobserver su 3. septembra 2013. izvestile da je Jermenija odlučila da se pridruži Evroazijskoj carinskoj uniji. Taj izvor je citirao saopštenje Ruske vlade u kojem se navodi da je „Jermenija [odlučila] da se pridruži Carinskoj uniji i preduzme neophodne praktične korake da bi naknadno učestvovala u formiranju Evroazijske ekonomske unije.”

## Istorija

### Poreklo Evroazijske ekonomske zajednice
Dana 10. oktobra 2000. godine, kada su postignute CIS reforme, formirana je Evroazijska ekonomska zajednica. Cilj EurAsEC-a bio je da ponište CIS neuspesi, da se formira istinsko zajedničko tržište, suoči sa izazovima globalizacije i nastave procesi integracije unutar CIS-a. Vrlo brzo, EurAsEC se pojavila kao ekonomska dopuna CSTO.

### Raspuštanje CEC-a u EurAsEC-u
Rusija se 2004. godine pridružila Centralnoazijskoj ekonomskoj zajednici (ESPJ) kako bi ojačala svoje prisustvo u Centralnoj Aziji. Ubrzo nakon toga, Moskva je izrazila želju da raspusti ECSC u EurAsEC-u. Krajem 2005. Uzbekistan je zagovarao svoje pristupanje EurAsEC-u, što je navelo druge članove EZUČ da pregovaraju i na kraju spoje dve organizacije. Ovo spajanje je stupilo na snagu 25. januara 2006. Većina funkcija Centralne Azijske ekonomske zajednice preneto je na EurAsEC od 2006.

### Povlačenje Uzbekistana iz EurAsEC-a
Dana 16. oktobra 2008. Uzbekistan je Sekretarijatu EurAsEC-a predao službenu notu u kojoj se traži povlačenje iz Evroazijske ekonomske zajednice (EurAsEC). Iako Uzbekistan nije dao nijedan zvaničan razlog, mnogi taj potez tumače kao pokušaj oživljavanja stagnirajućih odnosa sa Zapadom i asertivnog odbacivanja ruskog uticaja. Druga gledišta potez Uzbekistana tumače kao nacionalistički pokušaj odgovora na ekonomsku krizu, kako bi se povratila stroža kontrola nad njegovom ekonomijom.

### Zaostavština Evroazijske ekonomske zajednice
Članice Carinske unije - Kazahstan, Belorusija i Rusija - postigle su sporazum o jedinstvenoj carinskoj tarifi u junu 2009. godine i usvojile raspored za stvaranje jedinstvene carinske teritorije. Nova carinska unija stupila na snagu 1. jula 2010.
Ruski, kazahstanski i beloruski lideri odobrili su dokumente za uspostavljanje „jedinstvenog ekonomskog prostora” 1. januara 2012. godine - jedinstvenog tržišta roba, investicija i radne snage.
Dana 29. maja 2014. godine u Astani je održan sastanak Vrhovnog evroazijskog ekonomskog saveta, nakon kojeg su Vladimir Putin, predsednik Kazahstana Nursultan Nazarbajev i predsednik Belorusije Aleksandar Lukašenko potpisali Sporazum o Evroazijskoj ekonomskoj uniji.

## Spoljašnje veze
- „EurAsEC Anti-crisis Fund”.